# Vyšné Terianske pleso
Vyšné Terianske pleso je ledovcové jezero ve skupině Terianskych ples. Nachází se v karové kotlině v údolí Nefcerka, jež je boční větví Kôprové doliny ve Vysokých Tatrách na Slovensku. Má rozlohu 0,5550 ha a je 190 m dlouhé a 55 m široké. Dosahuje maximální hloubky 4,3 m. Objem vody činí 8470 m³. Leží v nadmořské výšce 2124 m, což ho činí třetím nejvýše položeným tatranským plesem.

## Okolí
Na severovýchodě se táhne od severu hřeben od Hrubého vrchu přes Furkotskou priehybu k Furkotskému štítu. Na jihovýchodě se bezprostředně nad plesem nachází Furkotské sedlo, ze kterého hřeben pokračuje dále na jih k Ostré. Na jihozápad údolí klesá do Kôprové doliny.

## Vodní režim
Pleso nemá pravidelný povrchový přítok. Směrem na jihozápad z něj odtéká Nefcerský potok a částečně pod povrchem odtéká do Nižného Terianskeho plesa. Jezero je po velkou část roku pokryté ledem. Rozměry jezera v průběhu času zachycuje tabulka:
| Rok     | Měření prováděl   | Rozloha ha | Délka m | Šířka m | Hloubka max.m | Objem m³ |
| ------- | ----------------- | ---------- | ------- | ------- | ------------- | -------- |
| 1910–16 | Alfred Lityński   | 0,4        | [ 3 ]   | [ 3 ]   | 3             | [ 3 ]    |
| 1961–67 | pracovníci TANAPu | 0,549      | 190     | 55      | 4,2           | [ 3 ]    |
| 2005    | Gregor, Pacl      | 0,5550     | [ 3 ]   | [ 3 ]   | 4,3           | 8470     |

## Přístup
Celé údolí je přísnou rezervací TANAPu a přístup veřejnosti do ní je zakázaný.